# Mama Baer und Kommissar Hjuler
Mama Baer (* 29. Oktober 1981 in Niebüll als Andrea Katharina Ingeborg Göthling, verheiratete Hjuler) und Kommissar Hjuler (* 30. Juni 1967 in Flensburg als Detlev Hjuler) sind ein deutsches Künstlerduo. Sie arbeiten seit 1999 gemeinsam in den Bereichen Musik, Malerei, Assemblage, Collage, Installation, Performance, Experimentalfilm und Konzeptkunst. Sie sind Vertreter der jüngsten Fluxus-Bewegung und seit 2009 feste Mitglieder des NO!art-Movement.

## Leben und Werk
Detlev Hjuler wuchs in Medelby bei Flensburg auf und machte nach seinem Realschulabschluss eine Ausbildung im mittleren Dienst der Polizei. Er holte das Abitur nach, wechselte daraufhin in den gehobenen Dienst und absolvierte ein Studium an der Verwaltungsfachhochschule Altenholz. Hjuler war bis Mai 2013 im Hauptberuf als Polizeibeamter in Flensburg tätig, arbeitet seitdem nur noch als Künstler.
Andrea Göthling wuchs in Süderlügum bei Niebüll auf und machte nach ihrem Realschulabschluss eine Ausbildung zur chemisch-technischen Laborantin. Kurz vor Abschluss der Ausbildung lernte sie Detlev Hjuler kennen, der gerade an seiner ersten Langspielplatte arbeitete. Sie sang Texte für diese LP ein, beide gründeten danach das Label Der Schöne-Hjuler-Memorial-Fond.
2000 heirateten beide, 2002 wurde ihr Sohn Cy Hjuler geboren, 2006 kam ihr Sohn Faust Adolf Hjuler zur Welt.
Mama Baer und Kommissar Hjuler, auch Kommissar Hjuler und Frau, veröffentlichten bereits über 500 verschiedene Tonträger mit ihrer Musik, darunter allein über 200 verschiedene Langspielplatten. Sie traten auf Festivals im europäischen Raum live auf, darunter Art Karlsruhe, Avantgarde Festival Schiphorst, Blurred Edges Hamburg, Colour Out Of Space Brighton, Fringe Festival Edinburgh, Brut de la Neige Annency, Incubate und Zappanale. Ihre experimentellen Kurzfilme wurden bei internationalen Kurzfilmfestivals aufgeführt, darunter backup_festival, Bunter Hund – Internationales Kurzfilmfest München, Flensburger Kurzfilmtage, Internationales Videofestival Bochum, Leeds Film Festival, Vienna Independent Shorts, sowie eine Aufführung im Museum of Contemporary Art (Chicago),. Sie widmeten sich zudem der experimentellen Kunst. Beide arbeiten zusammen und ergänzen sich, so entstehen zumeist Mixed-Media-Arbeiten, die Malerei, Collage und Bildhauerei verbinden, vielfach auch bewegliche Bauteile oder organische Substanzen enthalten, dann zumeist als handgefertigte Holzkästen mit Plexiglas-Abdeckung. Seit 2006 stellen sie weltweit aus. Bereits früh gerieten sie in Kontakt mit der NO!art-Bewegung, seit September 2009 sind beide involvierte Künstler dieser Gruppierung um Boris Lurie.
Kommissar Hjuler arbeitete bis 2011 mit einer aus Brotteig geformten und getrockneten Figur, die er Brotkatze nannte und für die er ein eigenes abstrahiertes Universum schuf. Die hierzu geschaffenen Assemblagen hinter Plexiglas sind als comic-artige Abfolge von einzelnen Ereignissen gedacht. So entwickelte Kommissar Hjuler eine Religion und ein komplettes Staats- und Gesellschaftssystem um diese fiktive Figur, das auf absurde Weise immer wieder einen kritischen Bezug zum Menschen herstellt. Brotkatze endet dabei im Krieg gegen den überlegenen Gegner Votzekatze, eine Collage aus drei Vaginas als Silhouette der dreidimensionalen Brotkatze. Der Marketingclub Kärnten und die Kleine Zeitung Österreich wählten seine Brotkatze-Arbeit Enter Konsum zum Gewinner einer Kunst-Ausschreibung anlässlich des Innovationkongresses 2010.
Hauptbetätigungsfeld der beiden ist nach wie vor die experimentelle Musik. Die Cover zu Langspielplatten stellen dabei häufig handgefertigte Unikate und Assemblagen dar, die auch des Öfteren Gegenstand von Ausstellungen sind.
Das britische Musikmagazin The Wire wählte ihre CD Asylum Lunaticum unter die 15 besten Alben des Jahres 2009 im Bereich experimenteller Musik. Seit 2014 stellt Kommissar Hjuler für das Plattenlabel Psych.KG aus Euskirchen eine umfangreiche Serie an Tonträgern zusammen, die er „Fluxus +/-“ nennt, vertreten sind Künstler wie Milan Knížák, Peter Weibel, Jonathan Meese & Tim Berresheim, Markus Kupferblum, Jo Kondo, Steuart Liebig, David Toop, Maja Ratkje, Steve Dalachinsky, Matthew Shipp, Assif Tsahar, Vernon Reid, Susie Ibarra, Mars Pharoah Ford, Karlheinz Essl, Hartmut Geerken, Charlemagne Palestine, Anna Homler, Jürgen O. Olbrich, Jaap Blonk, Uli Rehberg, Franz Kamin, Jerry Hunt, Philip Krumm, Dan Lander, Uwe Möllhusen und Albrecht/d.
Mama Baer und Kommissar Hjuler erschienen als fiktive Charaktere in einem Roman des Autors Karl P. Gaul (Im Knast mit Kommissar Hjuler und Mama Baer) Mit dem Autor traten sie nach der Veröffentlichung bei verschiedenen Festivals auf und präsentierten Lesungen als experimentelle und vielfach improvisierte Darbietungen, die sogenannten Action-Lesungen. Die Fortsetzung der als Trilogie angesetzten Serie erschien im Mai 2022 (Im Morast mit Kommissar Hjuler und Mama Baer).
Mama Baer und Kommissar Hjuler leben in Flensburg. Bei Mama Baer wurde 2015 das Asperger-Syndrom diagnostiziert, Kommissar Hjuler leidet seit 2011 an einer Epilepsie mit bisher sieben Grand-mal-Anfällen.
Im Juli 2025 veröffentlichte Kommissar Hjuler seinen ersten Roman Der Napfkuchenmann.

## Zusammenarbeit

### Brotkatze Collaborations
Im Konzept Brotkatze Collaborations wurden von Kommissar Hjuler aus Brotteig geformte Katzen von weltweit 194 teilnehmenden Künstlern in deren eigenem Arbeitsstil bearbeitet, Ausstellungen organisierte Kommissar Hjuler dazu in den Jahren 2010 bis 2013.

### Fluxporn
Im Konzept Fluxporn arbeitet Kommissar Hjuler mit Pornodarstellerinnen wie z. B. Lena Nitro, Samira Summer, Kitty Blair, Annika Bond, Violet Storm, Texas Patti, Leonie Lingua, Elly Darnell, Josy Fine, Medea Fox, Kiara Kane und Taya Lamai zusammen, daneben auch mit dem Playboy-Fotografen Marco Pallotti aus Santa Monica. Ein Projekt, das mit Pornografie kaum etwas zu tun hat, denn die Darstellerinnen agieren hier gemeinsam mit Kommissar Hjuler als kreative Köpfe bei der Herstellung von Assemblagen. So entstand z. B. eine funktionstüchtige und ca. 50 cm große Tipp-Kick-Figur als Abbild der ehemaligen Fußballspielerin Samira Summer. Die katholisch erzogene Texas Patti und Kommissar Hjuler erschufen Madonnen-Statuen mit getragener Unterwäsche. Mit Annika Bond entstanden Comics in Form von Assemblagen.

### (SHMF - 019+...)
Im Konzept (SHMF - 019+...) stellen Kommissar Hjuler und Frau anderen Musikern eine gesprochene Tonspur zur „Antizipation des Generalized Other“ nach George Herbert Mead zur Verfügung, die frei bearbeitet werden darf. Die Resultate veröffentlichen sie zunächst selbst, einige erschienen später als Re-Issues auf anderen Labels. Bislang kam es hier zu ca. 120 Kollaborationen per Mail mit anderen Musikern. Vornehmlich wirken Musiker aus dem Industrial-Music-Umfeld mit, aber auch eine Heavy-Metal-Band und ein afro-französischer Rapper arbeiteten mit dem Text.

## Fluxus +/-
Fluxus +/- ist der Titel einer Reihe von Tonträgern, die Kommissar Hjuler seit 2014 für das Plattenlabel Psych.KG aus Euskirchen zusammenstellt, es handelt sich vornehmlich um Langspielplatten in Kleinstauflage (100 Exemplare oder weniger), vertreten sind zeitgenössische Künstler. Die Serie wurde mehrfach international ausgestellt, u. a. 2021 im Atelierhaus der Akademie der bildenden Künste Wien, einzelne Exemplare sind Teil verschiedener Mediatheken und Kunstsammlungen, z. B. des Musikarchivs der Deutschen Nationalbibliothek, des Deutschen Rundfunkarchivs, des SWR und WDR Köln, des WFMU, der Sammlung Archive Artist Publications, der Akademie der Künste (Berlin), des ZKM Karlsruhe, der Jan van Eyck Academie, der Boston University. Vertrieben werden die LPs und verschiedene Unikate Kommissar Hjulers exklusiv durch Sprüth Magers Berlin.

## Ausstellungen (Auswahl)

### Einzelausstellungen
- 2007 Apple-Gretchen, KKI Laboratorium/Freies Kunst- und Kulturhaus Flensburg
- 2008 Geelong Arts Alliance space, Geelong, Australien
- 2009 --Geteilter Raum--, Kunstraum Winterthur, Winterthur, Schweiz
- 2010 commissaris hjuler en mama beer, Grambacht, Mechelen, Belgien
- 2012 flux+(st/p)or(m/n), Summerhall Art Festival, Upper Church Gallery, Edinburgh, Schottland, Vereinigtes Königreich[16]
- 2014 Our Everything - Visual A. Pushkin, Bogoljubow-Bibliothek der Kuenste, Sushevstaya St. 14, Moscow, Russia
- 2014 Bienenkästen, Europäischer Kunsthof, Stolberg

### Gruppenausstellungen
- 2007 Kunst im Quadrat, Museum Huelsmann und Weiße Villa, Bielefeld
- 2009 Calling Out Of Contest, ICA London, London
- 2009 Festival Brut de la Neige, Annency, Frankreich
- 2011 Toy Art International Exhibition, Museum Brasileiro da Escultura, Sao Paulo
- 2011 The Secret Exchange, Museum of Contemporary Art Sydney, Sydney
- 2012 Fluxfest Chicago, Art Institute of Chicago, Chicago
- 2012 Himmel, Arsch und Zwirn, Schloss Liedberg, Korschenbroich
- 2012 Collage/Assemblage Centennial 1912-2012, IMCAC, Pagosa Springs
- 2012 Misfit Toy Oddities Show, Arte Cabulturo Art Studios, La Puente
- 2013 Visions of Bosch, Jheronimus Bosch Art Center, 's-Hertogenbosch
- 2013 Wer war Mona Lisa?, Frauenmuseum Bonn, Bonn
- 2013 Stranger In Paradise, Centro Cultural des Hispanohablantes de Amsterdam, Amsterdam
- 2013 Voyage, Heinrich-Heine-Institut, Düsseldorf
- 2013 Winterausstellung, The Box, Duesseldorf
- 2014 Zalop, Eyedrum Art & Music Gallery, Atlanta
- 2014 Mi Corazon, Jaycee Park Center for Arts, Irving
- 2014 Mai piu - Il Giorno della Memoria, Istituto Omnicomprensivo Statale, Casacalenda
- 2015 Festival of Contemporary Art CAN! Krasnodar Institute of Contemporary Art, Krasnodar
- 2015 Makaronka, Center for Contemporary Art, Rostov on Don
- 2015 Recordings, Kunstverein Harburger Bahnhof, Hamburg
- 2015 Spirit of the Forest, The Mercury Theatre, Colchester
- 2015 Otto 200 - Bismarck Portraits, Museum Obere Saline, Bad Kissing
- 2016 School of the Art Institute, Chicago
- 2017 No Dada Left, Museum of Immigration / Photography Center of Thessaloniki, Thessaloniki

## Diskografie (Auswahl)

### Langspielplatte
- 2006: Mama Baer/Kommissar Hjuler – Wiederaufnahmeverfahren II/06, youdonthavetocallitmusic
- 2008: Dissecting Table/Kommissar Hjuler – jA-etanoS/Nein-Sonate – DVR
- 2008: Mama Baer/Arnulf Meifert/Kommissar Hjuler – Unrein bis zum Abend, denn dann wasch' ich meine Scheide! – alga Marghen/Taubnessel
- 2008: Lt. Caramel/Kommissar Hjuler und Frau – Bitter Dana Tik Tak/Schutz-Tisch-Performances – DVR-HGA
- 2008: Klaus Girnus/Kommissar Hjuler und Frau – Zurück zum Sender/Da muss Streit rauf – DVR-HGA
- 2009: Runzelstirn & Gurgelstock/Mama Baer – Mahnmal (Ritual 090424 Osaka)/words are crying but don't english (2-4) – DVR-HGA
- 2010: Eric Lunde/Kommissar Hjuler – Separture/Grundordnung-Unterschrank-Scooter – DVR-HGA
- 2010: Smegma/Kommissar Hjuler und Frau – The Good Fight/Blues for M./Self-Hypnosis / bred you get – DVR-HGA
- 2011: Smegma / Sissy Spacek & Kommissar Hjuler und Frau – ONE/don't tell Roberto / ZWEI (SHMF)
- 2011: The New Blockaders/Mama Baer – Regelmasken, DVR
- 2011: Ninni Morgia & Silvia Kastel/Kommissar Hjuler und Frau – two couples – Ultramarine Records
- 2011: Medium Medium/Kommissar Hjuler – Fluxus und Funk I, (SHMF)
- 2012: Medium Medium/Kommissar Hjuler – Fluxus und Funk 2, (SHMF)
- 2012: Bomis Prendin/Mama Baer – Die Zoeglinge der Dalaia Lama, DVR
- 2012: LSD March/Mama Baer – Untitled/... plays Amy Winehouse, DVR-HGA
- 2012: The New Blockaders & Mama Baer/Kommissar Hjuler – Keine Haende – Pic-7inch - PsychKG
- 2012: Ninni Morgia/Silvia Kastel & Kommissar Hjuler und Frau – Jericho/live in Edinburgh, Ricerca Sonora (I)
- 2012/2013: Andrew Liles & Kommissar Hjuler und Frau – Commendatori/House Arrest, Psych.KG (D)
- 2013: Hans-Joachim Hespos & Mama Baer/Kommissar Hjuler – t a n E K / HJCvG, DVR-HGA (D)
- 2014: Jonathan Meese & Tim Berresheim/Family Fodder/Mama Baer – fluxus in the kitchen, Psych.KG (D)
- 2014: Milan Knížák & Kommissar Hjuler - Musik für Anrufbeantworter, Psych.KG (D)
- 2015: Jonathan Meese & Tim Berresheim/Kommissar Hjuler und Frau – FLUXmas 77, Psych.KG (D)
- 2015: Milan Knížák & Kommissar Hjuler und Frau - Studentischer Protest, Psych.KG (D)
- 2015: Nihilist Spasm Band/Kommissar Hjuler und Praktikantin - Fluxus, Psych.KG (D)
- 2015: Magnús Pálsson/Franz Kamin/Kommissar Hjuler - Fluxus, Psych.KG (D)
- 2015: Charlemagne Palestine & Mama Baer/Franz Kamin - Melange from Lago d'Orta Piedmonte/Behavioral Drift 8/9, Psych.KG (D)
- 2015: Boris Lurie & Dietmar Kirves & Mama Baer/Kommissar Hjuler - The NO!art Statements, Psych.KG (D)
- 2015: Hartmut Geerken & Hubertus von Puttkamer/Kommissar Hjuler - Souq Soulouf Cairo 1971/Al Qa'ida, Psych.KG (D)
- 2015: Conrad Schnitzler & Ken Montgomery & Mama Baer - GEN CON FLUX, Psych.KG (D)[17]
- 2015: Boris Lurie & Dietmar Kirves & Mama Baer - NO!art Statements, Psych.KG (D)
- 2015: Conrad Schnitzler & Ken Montgomery / Steve Dalachinsky & Kommissar Hjuler - genconhjulachinsky, EP, Psych.KG (D)
- 2015: Hartmut Geerken/Catherine Mehrl Bennett/Kommissar Hjuler - FLUXUS, EP, Psych.KG (D)
- 2015: Ditterich von Euler-Donnersperg/Kommissar Hjuler - FLUXUS, Psych.KG (D)
- 2015: Texas Patti/Mischa Badasyan/Kommissar Hjuler und Frau/Boris Lurie & Dietmar Kirves - fluxporn, Psych.KG (D)
- 2016: Anna Homler & David Moss/Kommissar Hjuler & Mama Baer - fluxus, Psych.KG (D)
- 2016: Gianni-Emilio Simonetti/Magnús Pálsson/Kommissar Hjuler - fluxus, Psych.KG (D)
- 2016: Markus Kupferblum/David Lee Myers/Emil Siemeister/Kommissar Hjuler  - 16 SQ F_____, Psych.KG (D)
- 2016: Conrad Schnitzler/Wolfgang Seidel/Pyrolator/Albrecht/d./KHj+F. - a tribute to anthony braxton, Psych.KG (D)
- 2016: Tonya Ingram/Sabrina Benaim/Nora Gomringer/Xóchil A. Schütz/Fee/KHj+F. - Slam Poetry, Psych.KG (D)
- 2016: Benjamin Patterson/Brandstifter/Franz Kamin/Kommissar Hjuler - suxulfart, Psych.KG (D)
- 2016: Kunsu Shim/Gerhard Stäbler/Kommissar Hjuler - futurism & dada, Psych.KG (D)
- 2016: Peter Weibel/Daniel Menche/Kommissar Hjuler - KELLO, Psych.KG (D)
- 2016: Andy Strauß/Wolf Hogekamp/KHj+F./Frank Klötgen  - Meuterei auf der Bounty und Snickers, Psych.KG (D)
- 2017: Die Form/Mama Baer - S(p)lit, Bain Total x Fluxus +/- (F)
- 2017: Deutsch Nepal/Mama Baer - Klinik der reinen Vernunft, Psych.KG (D)
- 2017: Jaap Blonk/Jürgen O. Olbrich/Kommissar Hjuler und Frau - Das Kapital, Psych.KG (D)
- 2017: Peter Ablinger/Bill Dietz/Kommissar Hjuler und Frau/Sven-Åke Johansson - Fluxus +/-, Psych.KG (D)
- 2017: Anton G. Leitner/Andreas Lechner/Kommissar Hjuler/Gerhard Stäbler - Wo die Liebe hinfällt, ..., Psych.KG (D)
- 2017: Family Fodder/Kommissar Hjuler - Fluxus in the bathroom, Psych.KG (D)
- 2017: Morphogenesis/Clive Graham & KHj+F. - Fluxus, Psych.KG (D)
- 2017: Jonathan Meese/Kommissar Hjuler - Reparieren, Psych.KG (D)
- 2017: Christoph Ogiermann/Jonathan Meese/Jürgen Palmtag & KHj+F. - NO!stalking at Wierszalin, Psych.KG (D)
- 2017: Jonathan Meese/Mama Baer & Kommissar Hjuler - Fluxus in the kitchen - 2, Psych.KG (D)
- 2017: Deutsch Nepal & Mama Baer/The Oval Language & KHj+F. - Klinik der praktischen Vernunft, Psych.KG (D)
- 2017: John M. & C. Mehrl Bennett/Bryan Lewis Saunders & KHj+F. - from the world of burning red bugs, Psych.KG (D)
- 2017: Steve Dalachinsky/politi-inspektor Hjuler & politi-sang kor Flensborg- with shelter gone, Psych.KG (D)
- 2017: Patricia Brooks&Wolfgang Kindermann&Klaus Haberl/Kommissar Hjuler - Stimmen aus der Zone, Psych.KG (D)
- 2017: Jonathan Meese/Alfred 23 Harth/KHj+F. - Aufbruch zu Kepler-452b, Psych.KG (D)
- 2017: Jonathan Meese/KHj+F. - Ankunft auf Kepler-452b, Psych.KG (D)
- 2017: Jonathan Meese/Maja Ratkje/KHj+F. - Das Kepler-452b-Pre-Sequel, Psych.KG (D)
- 2017: Jonathan Meese/KHj+F. - Tod auf Kepler-452b, Psych.KG (D)
- 2018: Antye Greie-Ripatti/Marc Hurtado/KHj+F. - Ich werde sein (Ulrike Meinhof), Psych.KG (D)
- 2018: Jürgen Schneider/Frank Drake/Jonathan Meese/KHj+F./Vrillon - Die Rückkehr ins Parallel-Meeseversum, Psych.KG (D)
- 2018: Jonathan Meese/Foltergaul & KHj+F./Sukanyan Sunthareswaran - for the maincontrol, Psych.KG (D)
- 2018: Boris Lurie & Dietmar Kirves/KHj+F. - Stützpunkt Foundation / The NO!art Statements, LP Psych.KG (D)
- 2018: GX-Jupitter-Larsen & The New Movement/Mama Baer - Sandy & Silvia (malmlund jugendfrei), Psych.KG (D)
- 2018: Jonathan Meese/KHj+F. - Sandy & Silvia, Malmlund Rec. (Finland)
- 2018: Jonathan Meese/Family Fodder/Mama Baer – fluxus in the kitchen - 3, Psych.KG (D)
- 2019: Goodiepal/Jonathan Meese/Family Fodder/KHj+F. – Die Anerkennung als Beleuchtungsträger, Psych.KG (D)
- 2019: Goodiepal/Kommissar Hjuler - Jemand vergräbt Erdaushub, Psych.KG (D)
- 2019: Bladder Flask/Kommissar Hjuler - Arme Nüsse, Psych.KG (D)
- 2019: DÉFICIT DES ANNÉES ANTÉRIEURES (DDAA)/KHj+F. - Une Voiture Banalisée, Psych.KG (D)
- 2019: Joël Hubaut/Kommissar Hjuler & L.S.D. - Das Mädchen mit dem grünen Schraubendreher, Psych.KG (D)
- 2019: Wolfgang Kindermann/Z'EV&KHj+F. - Wurde etwas vergessen, Psych.KG (D)
- 2019: Jonathan Meese/Family Fodder/KHj+F.+KH12 - fluxus im hock-kasten, Psych.KG (D)
- 2019: Family Fodder - Family Fodder play Kommissar Hjuler, DVR-HGA (D)
- 2019: Willem de Ridder/Kommissar Hjuler - Snuff +/- Tomorrow never knows, Psych.KG (D)
- 2020: Albrecht/d./Kommissar Hjuler - Kein Leporello/Leporello, Psych.KG (D)
- 2020: Jean-Louis Costes/Kommissar Hjuler - Völlig bescheuerte Musik, Psych.KG (D)
- 2020: De Fabriek/Nov Embudagonn 108 & KHj+F. - Rekönstruktion von Leichenlinie, Psych.KG (D)
- 2020: Albrecht/d./Mama Baer - Feldpost, Psych.KG (D)
- 2020: Jaap Blonk/Mama Baer - Geräusche, Psych.KG (D)
- 2020: Jonathan Meese/Mama Baer - Nullpunkt, Psych.KG (D)
- 2020: Harutaka Mochizuki/Negativland/Kommissar Hjuler und Frau - a big 10-8 Cnonc +/-, Psych.KG (D)
- 2020: Smell & Quim/Mama Baer - Wooden Nail Pony, Carpenter Prod. (S)
- 2020: Faust/Kommissar Hjuler und Frau w/Family Fodder - the inevitable Krystal "Belle" Boyd Record, Psych.KG (D)
- 2020: Horst Possling & Giesbert Nimmnoff - TVU +/-, Psych.KG (D)
- 2021: Franz Graf & KHj+F. - 46 B2-1/5 0 1/2GV, Psych.KG (D)
- 2021: Denis Dufour/Jan Kruml/Philippe Blanchard - ... play Kommissar Hjuler und Frau, Psych.KG (D)
- 2021: Lutz Glandien/Christine Dreier/Frieder Butzmann/Mama Baer - Fluxus +/-, Psych.KG (D)
- 2021: Franz Graf & KHj+F. - Zusammenarbeit in Bild und Ton, Edition Amt Eisenberg (A)
- 2021: Rudolf Eb.er & KHj+F. - Erotic bizar, Carpenter prod. USA (S)
- 2022: Jean-Jacques Birgé/Kommissar Hjuler - Fluxus +/-, Psych.KG (D)
- 2022: Michael Brynntrup/Robert Henke/KHj+F. - Halbneun (Ungefähr Jedenfalls), Psych.KG (D)
- 2022: Un Drame Musical Instantané/Kommissar Hjuler und Frau - toxic rice +/-, Psych.KG, D
- 2022: Gerhard Laber/Franz Graf/KHj. - spr_che/str_fe, Ed. Amt Eisenberg, (A)
- 2022: Christos Tzanakas&Philippe Blanchard - play Conrad Schnitzler&KHj+F.,Editions Lt. KHj.aramel, (F)
- 2023: Louise Rossiter/François Buffet/Lt. Caramel&KHj+F. - Kaiserin von Golgatha, Editions Lt. KHj.aramel (F)
- 2024: Goodiepal/KHj./Mama Baer - Leyla Peachbloom, SHMF (D)
- 2024: Jean-Pierre Girard/Lt. Caramel/Winkler/Kindermann/Mama Baer - Funk Rock Session, Editions Lt. KHj.aramel (F)
- 2024: Seppel S. Geschwandtner / KHj./Mama Baer - Berlin versus Flensburg, SHMF (F)

### CD
- 2009: Mama Baer/Kommissar Hjuler – asylum lunaticum, Intransitive Recordings, USA
- 2009: Mama Baer/Rudolf Eb.er – il portale delle indipendenti, blossoming noise, USA
- 2012: Mama Baer/Kommissar Hjuler – Zahn-Polizei, Placenta Recordings, USA
- 2019: Jonathan Meese/Mama Baer/Kommissar Hjuler, Alaska Kid jagt Dr. No, Moloko +, D

### MC
- 2009: Thurston Moore/Mama Baer/Kommissar Hjuler, Schwarze Polizei, Goaty Tapes, USA
- 2015: Z'EV & KHj+F./Bryan Lewis Saunders & KHj+F. - Der Muter Objekt Fur Die Hunde, Blossoming Noise, USA
- 2015: Nihilist Spasm Band, Conrad Schnitzler & Gen Ken Montgomery, Kommissar Hjuler - Gen Con Nihil Flux, Psych.KG, D
- 2015: Conrad Schnitzler & Gen Ken Montgomery / Arvo Zylo & Kommissar Hjuler und Frau - GEN CON Barbarella, Psych.KG, D
- 2015: Jonathan Meese & Tim Berresheim, Steve Dalachinsky, Kommissar Hjuler und Frau - Fluxus, Psych.KG, D
- 2015: John M. Bennett, Cecil Touchon, Kommissar Hjuler, Steve Dalachinsky und David Liebman - Fluxus, Psych.KG, D
- 2015: Jürgen Palmtag, Kommissar Hjuler, John M. Bennett - Die kleine Senfbiene, Psych.KG, D
- 2016: Gianni-Emilio Simonetti, Anna Homler, Kommissar Hjuler, Emil Siemeister - Fluxus, Psych.KG, D
- 2016: John M. Bennett/Magnús Pálsson/Kommissar Hjuler - Fluxus, Psych.KG, D
- 2016: Jürgen O. Olbrich/Keith A. Buchholz/Kommissar Hjuler und Frau - Keithmissar O. Hjolbricholzer, Psych.KG, D
- 2016: Jürgen O. Olbrich, Kommissar Hjuler - Fluxus Short Sounds, Psych.KG, D
- 2017: Jürgen O. Olbrich, Jonathan Meese, Mama Baer - Fluxus, Psych.KG, D
- 2022: Un Drame Musical Instantané/Kommissar Hjuler & Mama Baer - Fluxus +/-, Psych.KG, D